# Lisna Kolona, Malîn
Lisna Kolona (în ucraineană Лісна Колона) este un sat în comuna Dibrova din raionul Malîn, regiunea Jîtomîr, Ucraina.

## Demografie
Componența lingvistică a localității Lisna Kolona
     Ucraineană (94,67%)
     Rusă (5,33%)
Conform recensământului din 2001, majoritatea populației localității Lisna Kolona era vorbitoare de ucraineană (94,67%), existând în minoritate și vorbitori de rusă (5,33%).